# São Pedro do Ivaí
São Pedro do Ivaí är en kommun i Brasilien.   Den ligger i delstaten Paraná, i den södra delen av landet, 1 000 km söder om huvudstaden Brasília. Antalet invånare är 10 164.
Omgivningarna runt São Pedro do Ivaí är en mosaik av jordbruksmark och naturlig växtlighet. Runt São Pedro do Ivaí är det ganska glesbefolkat, med 32 invånare per kvadratkilometer.